# Angel (komiksová série, Dark Horse)
Angel (někdy neoficiálně též Angel Classic) je komiksová série odvozená od televizního seriálu Angel. Vydávána byla mezi lety 1999 a 2002 americkým vydavatelstvím Dark Horse Comics. Není považována za kánon, protože nad ní neměl tvůrčí dohled spoluautor seriálu Joss Whedon. Autorsky se podílel pouze na minisérii Long Night's Journey, která však nebývá ve výčtu kánonických děl z prostředí seriálů Buffy, přemožitelka upírů/Angel uváděna.
Jádro série tvoří 17 číslovaných komiksů, přičemž většina příběhů je tvořena několika navazujícími sešity. Dále je součástí série samostatná čtyřdílná minisérie Long Night's Journey a několik dalších příběhů, které byly vydány v různých časopisech. Všechny komiksy série vyšly v antologii Angel Omnibus v roce 2011.
Třídílná minisérie Angel: The Hollower vyšla v roce 1999 ještě pod hlavičkou série Buffy the Vampire Slayer, proto zde není uvedena.
V letech 2005–2011 vycházela ve vydavatelství IDW Publishing série Angel, od roku 2011 vychází u Dark Horse Comics řada Angel & Faith v rámci sérií Buffy the Vampire Slayer Season Nine a Buffy the Vampire Slayer Season Ten.

## Číslovaná řada
| Č. | Původní název                   | Scénář                             | Kresba                            | Datum vydání       | Antologie                                         |
| -- | ------------------------------- | ---------------------------------- | --------------------------------- | ------------------ | ------------------------------------------------- |
| 1  | Surrogates, Part One            | Christopher Golden                 | Christian Zanier                  | 10. listopadu 1999 | Surrogates (2000), Omnibus (2011)                 |
| 2  | Surrogates, Part Two            | Christopher Golden                 | Christian Zanier                  | 22. prosince 1999  | Surrogates (2000), Omnibus (2011)                 |
| 3  | Surrogates, Part Three          | Christopher Golden                 | Christian Zanier                  | 12. ledna 2000     | Surrogates (2000), Omnibus (2011)                 |
| 4  | The Changeling Wife             | Christopher Golden                 | Eric Powell                       | 9. února 2000      | Strange Bedfellows (2002), Omnibus (2011)         |
| 5  | Earthly Possessions, Part One   | Christopher Golden a Tom Sniegoski | Christian Zanier                  | 8. března 2000     | Earthly Possessions (2001), Omnibus (2011)        |
| 6  | Earthly Possessions, Part Two   | Christopher Golden a Tom Sniegoski | Christian Zanier                  | 12. dubna 2000     | Earthly Possessions (2001), Omnibus (2011)        |
| 7  | Earthly Possessions, Part Three | Christopher Golden a Tom Sniegoski | Christian Zanier                  | 10. května 2000    | Earthly Possessions (2001), Omnibus (2011)        |
| 8  | Beneath the Surface, Part One   | Christopher Golden a Tom Sniegoski | Eric Powell                       | 14. června 2000    | Hunting Ground (2001), Omnibus (2011)             |
| 9  | Beneath the Surface, Part Two   | Christopher Golden a Tom Sniegoski | Eric Powell                       | 12. července 2000  | Hunting Ground (2001), Omnibus (2011)             |
| 10 | Strange Bedfellows, Part One    | Christopher Golden a Tom Sniegoski | Christian Zanier                  | 9. srpna 2000      | Strange Bedfellows (2002), Omnibus (2011)         |
| 11 | Strange Bedfellows, Part Two    | Christopher Golden a Tom Sniegoski | Christian Zanier                  | 13. září 2000      | Strange Bedfellows (2002), Omnibus (2011)         |
| 12 | Vermin, Part One                | Christopher Golden a Tom Sniegoski | Christian Zanier                  | 11. října 2000     | Autumnal (2001), Omnibus (2011)                   |
| 13 | Vermin, Part Two                | Christopher Golden a Tom Sniegoski | Christian Zanier                  | 9. listopadu 2000  | Autumnal (2001), Omnibus (2011)                   |
| 14 | Little Girl Lost                | Christopher Golden a Tom Sniegoski | Eric Powell                       | 13. prosince 2000  | Autumnal (2001), Omnibus (2011)                   |
| 15 | Past Lives, Part One            | Christopher Golden a Tom Sniegoski | Christian Zanier                  | 17. ledna 2001     | Past Lives (2001), Buffy Omnibus: Volume 6 (2009) |
| 16 | Past Lives, Part Three          | Christopher Golden a Tom Sniegoski | Christian Zanier a Cliff Richards | 14. února 2001     | Past Lives (2001), Buffy Omnibus: Volume 6 (2009) |
| 17 | Cordelia                        | Christopher Golden a Tom Sniegoski | Eric Powell                       | 11. dubna 2001     | Strange Bedfellows (2002), Omnibus (2011)         |

## MinisérieLong Night's Journey
| Původní název                    | Scénář                       | Kresba   | Datum vydání       | Antologie                                   |
| -------------------------------- | ---------------------------- | -------- | ------------------ | ------------------------------------------- |
| Long Night's Journey, Part One   | Brett Matthews a Joss Whedon | Mel Rubi | 12. září 2001      | Long Night's Journey (2005), Omnibus (2011) |
| Long Night's Journey, Part Two   | Brett Matthews a Joss Whedon | Mel Rubi | 14. listopadu 2001 | Long Night's Journey (2005), Omnibus (2011) |
| Long Night's Journey, Part Three | Brett Matthews a Joss Whedon | Mel Rubi | 6. února 2002      | Long Night's Journey (2005), Omnibus (2011) |
| Long Night's Journey, Part Four  | Brett Matthews a Joss Whedon | Mel Rubi | 12. června 2002    | Long Night's Journey (2005), Omnibus (2011) |

## Ostatní komiksy
| Původní název                     | Scénář                             | Kresba      | Původní vydání                                             | Datum vydání                     | Antologie                                 |
| --------------------------------- | ---------------------------------- | ----------- | ---------------------------------------------------------- | -------------------------------- | ----------------------------------------- |
| Point of Order                    | David Fury                         | Ryan Sook   | krátký příběh v časopisu TV Guide Ultimate Cable           | 18. listopadu 1999               | Strange Bedfellows (2002), Omnibus (2011) |
| Lovely, Dark and Deep, Part One   | Christopher Golden a Tom Sniegoski | Clem Robins | příběh v časopisu Dark Horse Present č. 153                | 19. dubna 2000                   | Hunting Ground (2001), Omnibus (2011)     |
| Lovely, Dark and Deep, Part Two   | Christopher Golden a Tom Sniegoski | Clem Robins | příběh v časopisu Dark Horse Present č. 154                | 17. května 2000                  | Hunting Ground (2001), Omnibus (2011)     |
| Lovely, Dark and Deep, Part Three | Christopher Golden a Tom Sniegoski | Clem Robins | příběh v časopisu Dark Horse Present č. 155                | 5. července 2000                 | Hunting Ground (2001), Omnibus (2011)     |
| The Nepalese Switcheroo           | Scott Allie                        | Eric Powell | krátký příběh v časopisech Dark Horse Extra č. 25 až č. 28 | 5. července 2000 – 4. října 2000 | Omnibus (2011)                            |
| Angel                             | Brett Matthews a Joss Whedon       | Mel Rubi    | krátký příběh v časopisech Dark Horse Extra č. 36 až č. 38 | 6. června 2001 – 1. srpna 2001   | Omnibus (2011)                            |

## Antologie
Většina příběhů vyšla podruhé v 6 souborných paperbackových vydáních, které obsahují vždy několik komiksů. Tyto publikace vyšly postupně mezi lety 2000 a 2005. V roce 2011 byla vydána antologie Angel Omnibus, která zahrnuje všechny výše uvedené komiksy. Výjimkou je pouze první a třetí část příběhu „Past Lives“, které byly již dříve zařazeny do antologie Buffy the Vampire Slayer Omnibus: Volume 6 (2009), protože druhý a čtvrtý díl tohoto komiksu původně vyšel pod hlavičkou série Buffy the Vampire Slayer.